# Maurus (Heiliger)
Der heilige Maurus (von lat. Maurus, der Mohr; * zwischen 500 und 512 in Rom, Ostgotenreich; † um 584 in Gallien) war ein Benediktinermönch und Nachfolger des heiligen Benedikt.

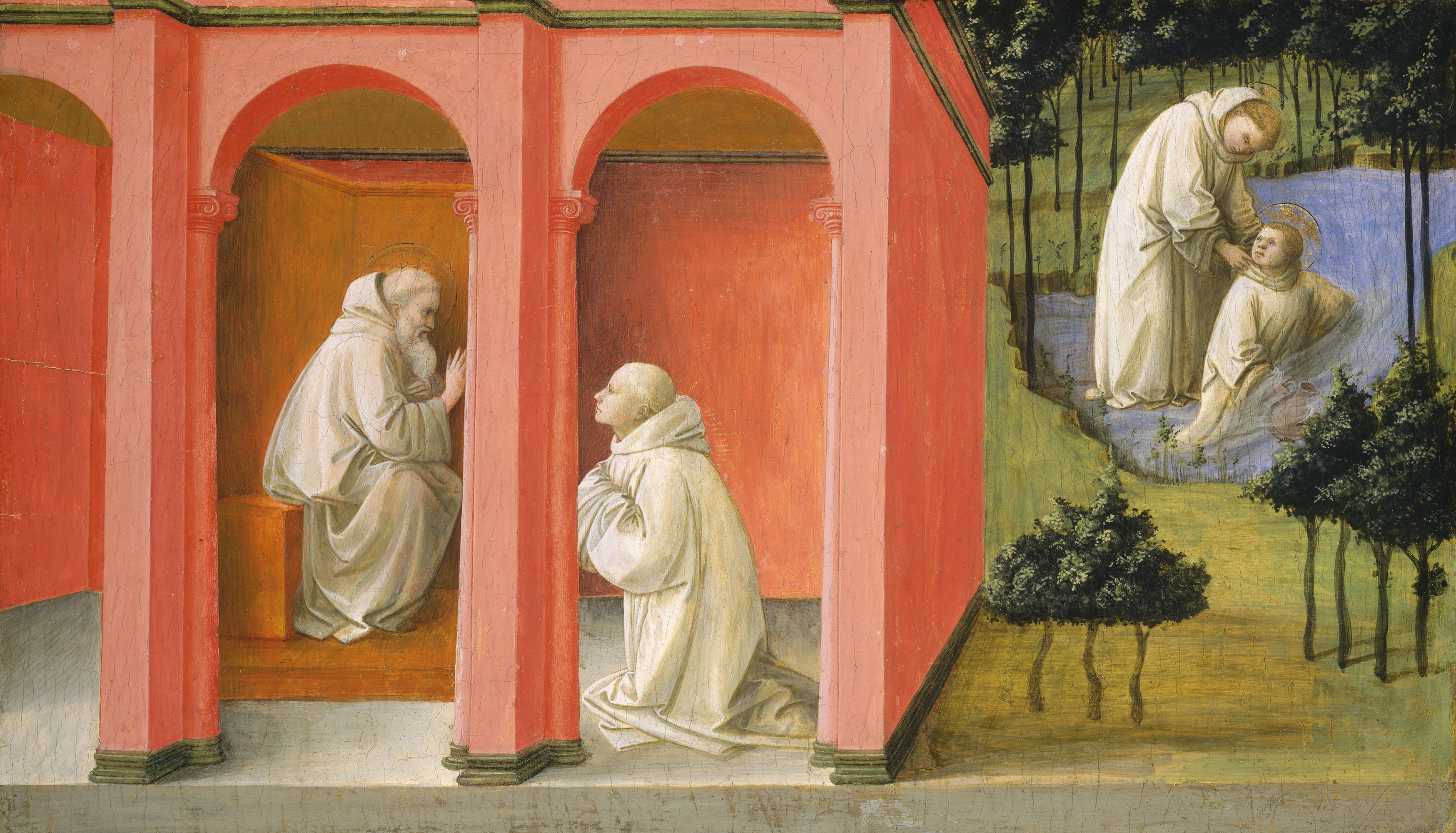
Benedikt befiehlt Maurus die Rettung von Placidus (Gemälde von Filippo Lippi, ca. 1445.)

## Leben
Bereits als Jugendlicher wurde er von seinem Vater, dem römischen Adligen und Senator Eutichius, dem heiligen Benedikt von Nursia zur Erziehung im Kloster übergeben. Er wurde bald der Lieblingsschüler dieses Abtes und zeichnete sich durch seinen Gehorsam und die strenge Befolgung der Klosterregeln aus. Papst Gregor der Große berichtet in seiner Lebensbeschreibung des heiligen Benedikt, dass er, um einen ins Wasser gefallenen Mitbruder, Placidus, zu retten, über das Wasser gegangen sein soll.
Maurus wurde wahrscheinlich Nachfolger des heiligen Benedikt als Abt von Subiaco, als dieser wegging, um die Abtei Montecassino zu gründen. Maurus starb im 6. Jahrhundert.

## Reliquien
Im 9. Jahrhundert wurden in der Abtei Glanfeuil in Frankreich (später als Abtei Saint-Maur-sur-Loire und Abtei Saint-Maur de Glanfeuil bezeichnet) Reliquien eines Maurus gefunden. Das veranlasste Abt Odo dazu, eine Legende zu verfassen, wonach Benedikt seinen Schüler nach Gallien gesandt habe, um dort ein Kloster zu gründen, als dessen Abt er dann gewirkt habe. Diese Überlieferung wurde lange für glaubhaft gehalten. Daher wurde er auch als Patron der Mauriner Kongregation, der französischen Benediktiner, verehrt.
Diese Maurus-Reliquien wurden 868 in die Abtei Saint-Maur-des-Fossés, 1750 nach Saint-Germain-des-Prés (Paris) übertragen. In den Wirren der Französischen Revolution gingen sie verloren.

## Darstellung, Wirkung und Verehrung

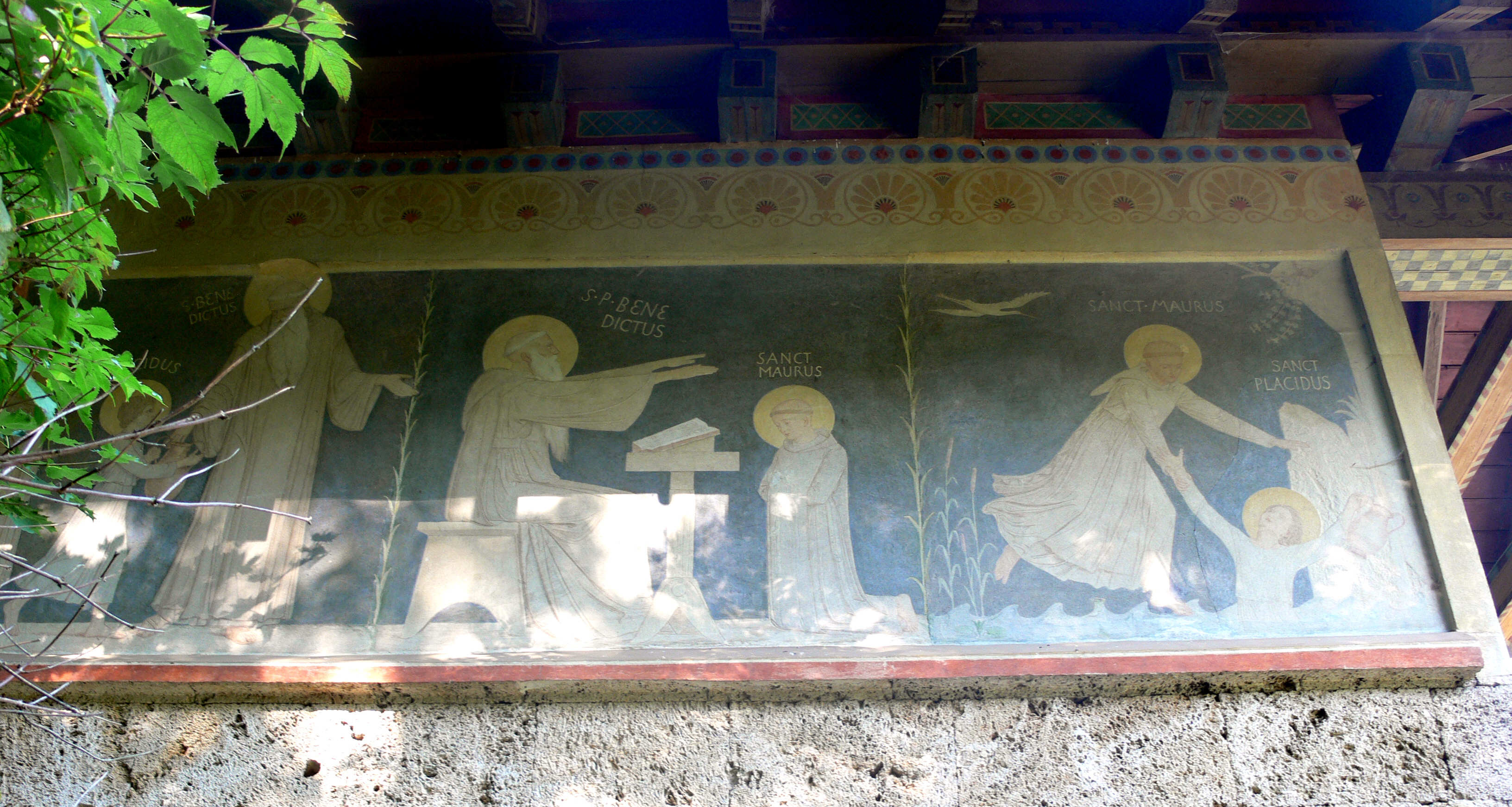
Darstellung von Maurus auf einem Fries an der Mauruskapelle, als er den jungen Placidus auf wundersame Weise vor dem Ertrinken rettet

Der heilige Maurus wird in Gemälden und Fresken meist als Benediktinermönch oder Abt dargestellt. Er ist der Patron der Köhler, Lastträger, Schneider, Schuhmacher und Kupferschmiede. Maurus wird angerufen gegen Heiserkeit, Schnupfen, Kopfweh, Gicht, Rheumatismus, Skrofeln und Lähmung; sein Festtag ist der 15. Januar.

### Segen
Es gibt einen besonderen Maurus-Segen, einen Krankensegen mit einer Kreuzpartikel unter Anrufung des Heiligen. (Per invocationem Dei Matris et semper virginis Mariae, et per intercessionem sancti Benedicti et Mauri, potentia Dei Patris, sapientia Dei Filii, virtus Spiritus Sancti liberet te ab ista infirmitate = Durch die Anrufung der allzeit jungfräulichen Gottesmutter Maria und durch die Fürsprache der Heiligen Benedikt und Maurus möge dich die Macht Gottvaters, die Weisheit Gottes des Sohnes und die Kraft des Heiligen Geistes von dieser Krankheit befreien).